# Huoshenshan-Krankenhaus

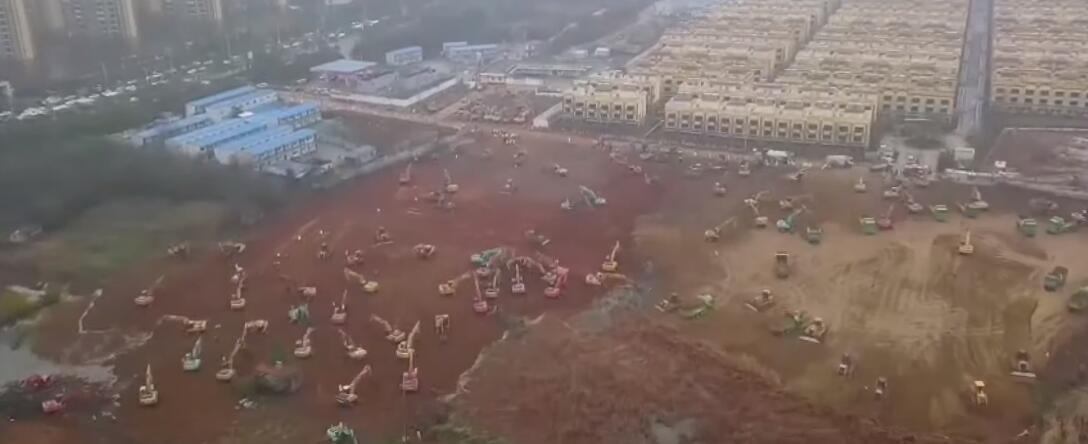
Huoshenshan-Krankenhaus im Bau am 24. Januar 2020

Das Huoshenshan-Krankenhaus (chinesisch 火神山医院, Pinyin Huǒshénshān Yīyuàn – „Feuergott-Berg-Krankenhaus“) ist ein Notkrankenhaus im Stadtbezirk Caidian der chinesischen Stadt Wuhan, das in 8 Tagen vom 23. Januar bis zum 2. Februar 2020 erbaut wurde und am 3. Februar 2020 seinen Betrieb aufnahm. Eigentümer und Betreiber ist die chinesische Armee.  Ein ähnliches Notkrankenhaus, das Leishenshan-Krankenhaus, befand sich ab dem 24. Januar 2020 im Stadtbezirk Jiangxia im Bau und wurde am 6. Februar 2020 eröffnet.

## Geschichte
Auslöser für die Entscheidung zum Bau des Krankenhauses war die im Dezember 2019 in der Stadt Wuhan ausgebrochene COVID-19-Pandemie, ausgelöst durch das „neuartige Coronavirus“ SARS-CoV-2. Während es anfänglich den Anschein hatte, dass es sich um einen lokal begrenzten Ausbruch handelte und die Zahl der Erkrankten bei etwas über 40 Personen stagnierte, stieg die Zahl der bekannt Infizierten ab dem 16. Januar 2020 an und es wurde klar, dass das Virus von Mensch zu Mensch übertragbar ist. Am 24. Januar 2020 lag die Zahl der bekannt Infizierten bei über 1000, mehrere chinesische Provinzen waren betroffen, und es hatten sich Infektionsfälle im Ausland ereignet. In Reaktion auf die rasante Ausbreitung der Epidemie stellten die chinesischen Behörden am 23. Januar 2020 die Stadt Wuhan weitgehend unter Quarantäne und schotteten sie vom öffentlichen Verkehrssystem (Eisenbahn, Bus, Flugverkehr) ab. Da die vorhandenen Krankenhauskapazitäten in Wuhan nicht ausreichten, um die ständig zunehmenden Erkrankungs- und Verdachtsfälle zu versorgen, und da aufgrund der Quarantäne keine Verlegungen in andere außerhalb Wuhans gelegene Krankenhäuser möglich waren, wurde ab dem 23. Januar 2020 mit dem Bau eines ersten Notkrankenhauses in Wuhan begonnen. Vorbild für den Bau war dabei das Xiaotangshan-Krankenhaus in Peking, das als Notkrankenhaus während der SARS-Pandemie 2002/2003 in kürzester Zeit erbaut worden war.
Am 10. März 2020 besuchte Chinas Staatspräsident Xi Jinping ein Kommandozentrum neben dem Krankenhaus, um per Videoübertragung mit medizinischem Personal und Patienten zu sprechen.

## Benennung
Am 24. Januar 2020 gab die staatliche chinesische Nachrichtenagentur Xinhua in einer kurzen Meldung bekannt, dass das im Stadtbezirk Caidian im Bau befindliche Krankenhaus den Namen Huoshenshan tragen solle. „Huoshenshan“ war dabei nicht der Name der Örtlichkeit, sondern leitete sich von Huoshen (火神), dem Feuergott aus dem chinesischen Volksglauben, ab. Eine offizielle Erklärung zur eher ungewöhnlichen Namensgebung wurde nicht gegeben. In chinesischen Medien und im chinesischen Internet wurde über verschiedene Erklärungsmöglichkeiten spekuliert. Das Virus könne durch Hitze inaktiviert werden. Die Provinz Hubei sei Teil des altchinesischen Staats Chu gewesen und die Bewohner von Chu leiteten ihre Herkunft von Zhurong, dem mythischen Gott des Feuers und Herrscher des Südens ab. Das Coronavirus infiziere die Lungen, eines der fünf Funktionskreise der traditionellen chinesischen Medizin, deren korrespondierendes Element das Metall sei, das wiederum durch Feuer besiegt werden könne.

## Baudaten
Für die Realisierung des Baus in kürzester Zeit wurden zeitweise 7000 Arbeiter rekrutiert, die im Drei-Schicht-System Tag und Nacht am Bau arbeiteten. Am 2. Februar 2020 wurde berichtet, dass das neue Krankenhaus planmäßig fertiggestellt war und nach diversen Überprüfungen am kommenden Tag seinen Betrieb aufnehmen werde.
Der Bau der beiden Notkrankenhäuser Huoshenshan und Leishenshan wurde via Webcam als livestream übertragen. Bis zum 30. Januar 2020 sahen sich über 40 Millionen Zuschauer in China den livestream an. Die Zuschauer verfolgten mit lebhafter Anteilnahme den Bau. Mehrere besonders hervorstechende Baufahrzeuge erhielten Spitznamen und wurden in ihren Aktivitäten virtuell in Kommentaren angefeuert.
Nach der Regierungszeitung Yangtze Daily besteht etwa die Hälfte des zweistöckigen, 60.000 Quadratmeter großen Gebäudes aus Isolationsstationen. Demnach gibt es 30 Intensivstationen.
Zudem hat das Krankenhaus ein besonderes Belüftungssystem und doppelseitige Schränke, die es Mitarbeitern erlauben, Materialien zu liefern, ohne das Zimmer zu betreten. 
Die Zeitung „The Paper“ schrieb, dass eine chinesische Firma „Medizin-Roboter“ spendete, die Medikamente liefern oder Proben bringen können.